# Indus (schip, 1904)
De SS Indus was een stoomschip met een gewicht van 3.393 ton dat op 28 april 1904 te water werd gelaten. Het schip werd in mei 1904 in de vaart genomen door Nourse Line. Dit was het eerste stoomschip van de rederij. Het werd gebouwd met een enkele schroef, drievoudige expansie en motoren van 425 pk door Charles Connell & Company uit Glasgow.

## Migratie
Net als andere Nourse Line-schepen werd het schip voornamelijk gebruikt voor het vervoer van Indiase contractarbeiders naar de koloniën. Details van enkele van deze reizen zijn als volgt:
| Bestemming   | Datum van aankomst | Aantal passagiers | Sterfgevallen tijdens de reis |
| ------------ | ------------------ | ----------------- | ----------------------------- |
| Trinidad     | 13 november 1904   | 634               | 2                             |
| Trinidad     | 15 januari 1906    | 694               | 4                             |
| Trinidad     | 13 december 1906   | 740               | 17                            |
| Suriname     | 3 juli 1907        | n.b.              | n.b.                          |
| Suriname     | 4 november 1907    | n.b.              | n.b.                          |
| Trinidad     | 12 augustus 1908   | 815               | 8                             |
| Suriname     | 5 december 1908    | n.b.              | n.b.                          |
| Trinidad     | 27 juli 1909       | 812               | 5                             |
| Trinidad     | 12 augustus 1908   | 815               | 8                             |
| Brits Guyana | 1910               | n.b.              | n.b.                          |
| Trinidad     | 8 oktober 1911     | 402               | 1                             |
| Brits Guyana | 1912               | n.b.              | n.b.                          |
| Trinidad     | 13 februari 1912   | 352               | 2                             |
| Fiji         | 8 juni 1912        | 804               | n.b.                          |
| Trinidad     | 12 september 1912  | 404               | 2                             |
| Trinidad     | 8 januari 1913     | 326               | 2                             |
| Suriname     | 4 juni 1914        | n.b.              | n.b.                          |

## Gezonken
De Indus werd op 10 september 1914 door de SMS Emden tot zinken gebracht. Het was toen op weg van Calcutta naar Bombay op een vaart voor de Indian Expeditionary Force. De bemanning werd later overgebracht naar de Duitse kolenmijn Markomania.